# Polona Hercog
Polona Hercog (uitspraak: Hertsog) (Maribor, 20 januari 1991) is een professioneel tennisspeelster uit Slovenië. Hercog begon met tennis toen zij vier jaar oud was. Haar favoriete ondergrond is gravel. Zij speelt rechtshandig en heeft een tweehandige backhand.

## Loopbaan

### Enkelspel
In 2006 nam Hercog voor het eerst deel aan een professioneel toernooi: het ITF-toernooi van Caïro. In 2007 won zij in augustus in twee opeenvolgende weken de ITF-toernooien van Pesaro en Maribor. De maand daarop debuteerde zij in het WTA-circuit, in Portorož. In 2009 nam zij voor het eerst deel aan een grandslamtoernooi: Roland Garros. In 2010 bereikte zij voor het eerst een WTA-enkelspelfinale, in Acapulco. In 2011 won zij haar eerste WTA-enkelspeltitel in Zweden – tijdens het toernooi van Båstad versloeg zij in de finale de thuisspelende Johanna Larsson in twee sets. Haar hoogste positie op de WTA-ranglijst bereikte Polona Hercog op 12 september 2011, toen zij op de 35e positie belandde.

### Dubbelspel
In het dubbelspel nam Hercog in 2007 voor het eerst deel aan een professioneel toernooi: het ITF-toernooi van Algiers; zij bereikte er meteen de kwartfinale, met de Spaanse Marta Marrero. Omdat het zo goed ging, bleef zij nog een weekje hangen in Algiers want er was aansluitend een tweede toernooi georganiseerd. Nu speelde zij samen met de Indiase Rushmi Chakravarthi die haar de week ervoor in de kwartfinale had verslagen – zij wonnen het toernooi. Later dat jaar debuteerde zij in het WTA-circuit, in hetzelfde Portorož-toernooi als haar enkelspeldebuut. In 2008 won zij bij de junioren, samen met de Australische Jessica Moore, de dubbelspeltitels van Roland Garros en Wimbledon. In datzelfde jaar bereikte zij voor het eerst een WTA-finale, in Istanbul, samen met de Nieuw-Zeelandse Marina Erakovic. In 2009 nam zij voor het eerst bij de volwassenen deel aan het dubbelspel van een grandslamtoernooi: het US Open, samen met de Italiaanse Roberta Vinci. In 2010 won zij haar eerste WTA-titel in Acapulco samen met de Tsjechische Barbora Záhlavová-Strýcová – in de finale versloegen zij niet de minsten: het Italiaanse duo Sara Errani en Roberta Vinci dat in 2010 en 2011 nog verscheidene toernooien zou gaan winnen. Haar hoogste dubbelspelpositie op de WTA-ranglijst bereikte Polona Hercog op 31 januari 2011, toen zij op de 56e positie belandde.

### Tennis in teamverband
In de periode 2007–2015 maakte Hercog deel uit van het Sloveense Fed Cup-team – zij behaalde daar een winst/verlies-balans van 12–9.

## Posities op deWTA-ranglijst
Positie per einde seizoen:
| jaar | rang enkelspel | rang dubbelspel |
| ---- | -------------- | --------------- |
| 2006 | 717            | –               |
| 2007 | 345            | 374             |
| 2008 | 243            | 173             |
| 2009 | 71             | 115             |
| 2010 | 48             | 59              |
| 2011 | 36             | 93              |
| 2012 | 80             | 220             |
| 2013 | 66             | 164             |
| 2014 | 95             | 1103            |
| 2015 | 71             | 1131            |
| 2016 | 139            | 900             |
| 2017 | 102            | –               |
| 2018 | 82             | 900             |
| 2019 | 49             | 1207            |

## Palmares
| Legenda                | Legenda                  |
| ---------------------- | ------------------------ |
| Grandslamtoernooi      |                          |
| Olympische Spelen      |                          |
| Year-End Championships |                          |
| tot 2009               | 2009 – 2020 / vanaf 2021 |
| Tier I                 | Premier Mandatory        |
| Tier II                | Premier Five / WTA 1000  |
| Tier III               | Premier / WTA 500        |
| Tier IV & V            | International / WTA 250  |
|                        | Challenger / WTA 125     |

### WTA-finaleplaatsen enkelspel
| nr.              | finale     | toernooi     | ondergrond | tegenstandster          | score         |         |
| ---------------- | ---------- | ------------ | ---------- | ----------------------- | ------------- | ------- |
| gewonnen finales |            |              |            |                         |               |         |
| 1.               | 2011-07-09 | WTA Båstad   | gravel     | Johanna Larsson         | 6-4, 7-5      | details |
| 2.               | 2012-07-22 | WTA Båstad   | gravel     | Mathilde Johansson      | 0-6, 6-4, 7-5 | details |
| 3.               | 2019-04-14 | WTA Lugano   | gravel     | Iga Świątek             | 6-3, 3-6, 6-3 | details |
| verloren finales |            |              |            |                         |               |         |
| 1.               | 2010-02-28 | WTA Acapulco | gravel     | Venus Williams          | 6-2, 2-6, 3-6 | details |
| 2.               | 2011-07-17 | WTA Palermo  | gravel     | Anabel Medina Garrigues | 3-6, 2-6      | details |
| 3.               | 2016-06-05 | WTA Bol      | gravel     | Mandy Minella           | 2-6, 3-6      | details |
| 4.               | 2018-04-29 | WTA Istanbul | gravel     | Pauline Parmentier      | 4-6, 6-3, 3-6 | details |

### WTA-finaleplaatsen vrouwendubbelspel
| nr.              | finale     | toernooi     | ondergrond | partner                    | tegenstandsters                    | score            |         |
| ---------------- | ---------- | ------------ | ---------- | -------------------------- | ---------------------------------- | ---------------- | ------- |
| gewonnen finales |            |              |            |                            |                                    |                  |         |
| 1.               | 2010-02-27 | WTA Acapulco | gravel     | Barbora Záhlavová-Strýcová | Sara Errani Roberta Vinci          | 2-6, 6-1, [10-2] | details |
| 2.               | 2010-09-26 | WTA Seoel    | hardcourt  | Julia Görges               | Natalie Grandin Vladimíra Uhlířová | 6-3, 6-4         | details |
| verloren finales |            |              |            |                            |                                    |                  |         |
| 1.               | 2008-05-24 | WTA Istanbul | gravel     | Marina Erakovic            | Jill Craybas Volha Havartsova      | 1-6, 2-6         | details |

### Gewonnen ITF-toernooien enkelspel
| nr. | finale     | toernooi      | dotatie  | ondergrond | tegenstandster in finale | score               |
| --- | ---------- | ------------- | -------- | ---------- | ------------------------ | ------------------- |
| 1.  | 2007-08-19 | Pesaro        | $10.000  | gravel     | Stephanie Vogt           | 6-2, 2-6, 6-1       |
| 2.  | 2007-08-26 | Maribor       | $25.000  | gravel     | Tereza Hladíková         | 4-6, 6-1, 4-1, opg. |
| 3.  | 2008-02-10 | Mallorca      | $10.000  | gravel     | Inés Ferrer Suárez       | 6-3, 6-1            |
| 4.  | 2008-02-17 | Mallorca      | $10.000  | gravel     | Stephanie Vogt           | 4-6, 6-1, 6-3       |
| 5.  | 2009-04-19 | Civitavecchia | $25.000  | gravel     | Andrea Petković          | 6-2, 6-4            |
| 6.  | 2009-05-10 | Zagreb        | $50.000  | gravel     | Maša Zec Peškirič        | 7-5, 6-2            |
| 7.  | 2009-06-14 | Zlín          | $50.000  | gravel     | Zuzana Kučová            | 6-3, 6-1            |
| 8.  | 2009-07-05 | Cuneo         | $100.000 | gravel     | Varvara Lepchenko        | 6-1, 6-2            |
| 9.  | 2010-02-14 | Cali          | $75.000  | gravel     | Mariana Duque Mariño     | 6-4, 5-7, 6-2       |
| 10. | 2013-06-02 | Maribor       | $25.000  | gravel     | Ana Konjuh               | 3-6, 6-3, 6-3       |
| 11. | 2013-07-21 | Olomouc       | $100.000 | gravel     | Katarzyna Piter          | 6-0, 6-3            |
| 12. | 2017-06-11 | Brescia       | $60.000  | gravel     | Ganna Poznikhirenko      | 6-2, 7-5            |
| 13. | 2017-09-09 | Balatonboglár | $25.000  | gravel     | Gréta Arn                | 6-1, 6-2            |
| 14. | 2017-09-24 | Saint-Malo    | $60.000  | gravel     | Diāna Marcinkēviča       | 6-3, 6-3            |
| 15. | 2017-10-15 | Pula          | $25.000  | gravel     | Valentina Ivachnenko     | 6-1, 6-0            |
| 16. | 2017-10-22 | Pula          | $25.000  | gravel     | Renata Zarazúa           | 6-4, 6-1            |
| 17. | 2017-11-05 | Pula          | $25.000  | gravel     | Cristina Dinu            | 6-1, 6-4            |

### Gewonnen ITF-toernooien dubbelspel
| nr. | finale     | toernooi | dotatie | partner             | tegenstandsters                              | score            |
| --- | ---------- | -------- | ------- | ------------------- | -------------------------------------------- | ---------------- |
| 1.  | 2007-01-19 | Algiers  | $10.000 | Rushmi Chakravarthi | Barbora Matušová Anna Savitskaya             | 6-2, 6-0         |
| 2.  | 2008-02-16 | Mallorca | $10.000 | Stephanie Vogt      | Letícia Costas Moreira Maite Gabarrus Alonso | 7-6, 6-3         |
| 3.  | 2008-05-03 | Makarska | $50.000 | Stephanie Vogt      | Tadeja Majerič Maša Zec Peškirič             | 7-5, 6-2         |
| 4.  | 2008-09-13 | Sarajevo | $25.000 | Alberta Brianti     | Çağla Büyükakçay Julia Glushko               | 6-4, 7-5         |
| 5.  | 2010-02-12 | Cali     | $75.000 | Edina Gallovits     | Estrella Cabeza Candela Laura Pous Tió       | 3-6, 6-3, [10-8] |

### Gewonnen juniorentoernooien enkelspel
| nr. | finale     | toernooi      | graad | tegenstandster  | score    |
| --- | ---------- | ------------- | ----- | --------------- | -------- |
| 1.  | 2007-05-06 | Salsomaggiore | 2     | Klaudia Boczová | 6-3, 6-2 |

### Gewonnen juniorentoernooien dubbelspel
| nr. | finale     | toernooi      | graad | partner        | tegenstandsters                  | score            |
| --- | ---------- | ------------- | ----- | -------------- | -------------------------------- | ---------------- |
| 1.  | 2007-07-15 | Essen         | 1     | Stephanie Vogt | Anastasia Grymalska Lara Meccico | 6-2, 5-7, 6-4    |
| 2.  | 2007-07-22 | Wels          | 1     | Stephanie Vogt | Alison Bai Jessica Moore         | 6-2, 6-7, 6-0    |
| 3.  | 2008-01-13 | Caracas       | 1     | Stephanie Vogt | Monica Gorny Viktoria Kamenskaya | 7-6, 7-6         |
| 4.  | 2008-01-20 | Barranquilla  | 1     | Stephanie Vogt | Tímea Babos Réka Luca Jani       | 6-4, 6-3         |
| 5.  | 2008-06-08 | Roland Garros | A     | Jessica Moore  | Lesley Kerkhove Arantxa Rus      | 5-7, 6-1, [10-7] |
| 6.  | 2008-07-06 | Wimbledon     | A     | Jessica Moore  | Isabella Holland Sally Peers     | 6-3, 1-6, 6-2    |

## Resultaten grote toernooien
| Legenda | Legenda                          |
| ------- | -------------------------------- |
| g.t.    | geen toernooi gehouden           |
| l.c.    | lagere categorie                 |
| –       | niet deelgenomen                 |
| G       | uitgeschakeld in de groepsfase   |
| 1R      | uitgeschakeld in de eerste ronde |
| 2R      | uitgeschakeld in de tweede ronde |
| 3R      | uitgeschakeld in de derde ronde  |
| 4R      | uitgeschakeld in de vierde ronde |
| KF      | uitgeschakeld in de kwartfinale  |
| HF      | uitgeschakeld in de halve finale |
| F       | de finale verloren               |
| W       | het toernooi gewonnen            |
| w-v     | winst/verlies-balans             |

### Enkelspel
| toernooi            | 2009 | 2010 | 2011 | 2012 | 2013 | 2014 | 2015 | 2016 | 2017 | 2018 | 2019 |
| ------------------- | ---- | ---- | ---- | ---- | ---- | ---- | ---- | ---- | ---- | ---- | ---- |
| grandslamtoernooien |      |      |      |      |      |      |      |      |      |      |      |
| Australian Open     | –    | 2R   | 1R   | 1R   | 1R   | 1R   | 2R   | 1R   | –    | 1R   | 1R   |
| Roland Garros       | 2R   | 3R   | 2R   | 1R   | –    | 2R   | 2R   | 2R   | –    | 1R   | 3R   |
| Wimbledon           | –    | 1R   | 2R   | 1R   | –    | 2R   | 1R   | 1R   | 3R   | 1R   | 3R   |
| US Open             | 1R   | 1R   | 2R   | 1R   | 1R   | 2R   | 2R   | 1R   | –    | 1R   | 1R   |
| Premier Mandatory   |      |      |      |      |      |      |      |      |      |      |      |
| Indian Wells        | –    | 2R   | 1R   | 1R   | –    | –    | 2R   | 1R   | –    | –    | –    |
| Miami               | –    | 3R   | 1R   | 2R   | –    | –    | 1R   | –    | –    | 1R   | 3R   |
| Madrid              | –    | 1R   | –    | 1R   | –    | –    | –    | –    | –    | –    | 1R   |
| Peking              | –    | 2R   | 2R   | 3R   | 3R   | 2R   | –    | –    | –    | 2R   |      |
| Premier Five        |      |      |      |      |      |      |      |      |      |      |      |
| Dubai/Doha          | –    | –    | –    | 1R   | –    | –    | –    | –    | –    | –    | 1R   |
| Rome                | –    | 2R   | 3R   | –    | –    | –    | –    | –    | –    | 1R   | 1R   |
| Montreal/Toronto    | –    | –    | 3R   | –    | –    | –    | 3R   | –    | –    | –    |      |
| Cincinnati          | –    | –    | 1R   | –    | 2R   | 1R   | –    | –    | –    | –    |      |
| Tokio/Wuhan         | –    | 1R   | –    | –    | 1R   | 1R   | –    | –    | –    | 2R   |      |
| olympisch           |      |      |      |      |      |      |      |      |      |      |      |
| Olympische Spelen   | g.t. | g.t. | g.t. | 1R   | g.t. | g.t. | g.t. | 1R   | g.t. | g.t. | g.t. |
| statistieken        |      |      |      |      |      |      |      |      |      |      |      |
| titels per jaar     | 0    | 0    | 1    | 1    | 0    | 0    | 0    | 0    | 0    | 0    | 1    |
| eindejaarsranking   | 71   | 48   | 36   | 80   | 66   | 95   | 71   | 139  | 102  | 82   | 49   |

### Vrouwendubbelspel
| toernooi        | 2009 | 2010 | 2011 | 2012 | 2013 | 2014 | 2015 | 2016 |    | 2018 | 2019 |
| --------------- | ---- | ---- | ---- | ---- | ---- | ---- | ---- | ---- | -- | ---- | ---- |
| Australian Open | –    | 1R   | 1R   | 3R   | 1R   | –    | –    | 1R   | –  | –    |      |
| Roland Garros   | –    | 1R   | 1R   | 1R   | –    | 1R   | –    | –    | 1R | 1R   |      |
| Wimbledon       | –    | 1R   | –    | –    | –    | –    | –    | 1R   | 1R | –    |      |
| US Open         | 1R   | 3R   | 2R   | 1R   | 3R   | –    | 1R   | –    | –  | –    |      |

### Gemengd dubbelspel
| Toernooi        | 2011 | 2012 |
| --------------- | ---- | ---- |
| Australian Open | –    | 1R   |
| Roland Garros   | –    | –    |
| Wimbledon       | 1R   | –    |
| US Open         | –    | –    |